# Ekeryd säteri

Ekeryd säteri var en gård i södra delen av Väckelsång socken med medeltida anor. Gården omnämndes först 1453 i Trolles jordebok vid en överlåtelsen av två gårdar. Ekeryd blev säteri runt 1670 och hade sedan under två århundrade en historia med flera industriella anläggningar som masugn, bränneri och tegelbruk.

## Historia
Ekeryds by hade på 1490-talet tre frälsehemman. Hemmanen sammanfördes till ett säteri omkring 1670. Huvudgården hette Södregård medan Norregård och Mellangård avhystes. Paul Rudebeck den äldre anlade Ekefors järnbruk 1679. Ekefors förblev i släktens ägo till 1790 då landshövdingen i Blekinge Salomon von Köhler tog över Ekeryd. von Köhler dog 1819 och efter hans död kom släktingarna på obestånd och 1829 såldes gården på auktion. Inför auktionen infördes i Växjöbladet med detaljerade uppgifter om gården:
Gården består av ett hemman säteri och ett halvt hemman bergfrälse jämte ¼ hemman kronoskatte Konäs med underlydande 18 torp. De senare utgör 2.808 karldagsverken, 54 karls- och 360 kvinnohjälpsverken årligen utom ett hjälpdagsverke för potatisplockning och två trädgårdsdagsverken av varje torpare jämte annan betjäning såsom: Hemkörning av hö från utladorna, vedkörsel, utkörning av spillning, erforderlig kvarnskjuts, linskötsel efter 1½ tunnas utsäde, 216 skålpund linspånor, skjutsning efter tur med 17 hästar, då så påfordras, klädesbyk och skurning i rummen på gården, fårens tvättning och klippning samt erforderlig röjning. Till egendomen hör jämväl Ekefors kvarn med två stenar. Ekeryd säteri, säterirusthållet inräknat, har 40 tunnlands utsäde, varav vanligen erhålles 200 tunnor spannmål med råg, korn och havre samt 200 tunnor potatis. På gården vinter- och sommarföddes 5 hästar, 60 fäkreatur och 50 får. För gårdens bruk erfordras endast en gårdsdräng och två ladugårdspigor. Åbyggnaden består av 1) två flygelbyggnader med 17 rum, kök, visthus, 2) en byggnad för spannmåls-, brännvins- och vagnbod, 3) en väl inrättad mälta, 4) en brygghus- och bagarstugubyggnad, 5) en trädgårdsbyggnad med två rum och vind, 6) två större källare, 7) ett större bränneri, 8) en badstugubyggnad, 9) stallbyggnad med vedbod, 10) svinhus, 11) ladugården. Alla byggnaderna är i gott skick och uppförda under de senaste 25 åren. Dessutom har på torpet Södra Gängeskulla två år tidigare uppförts en rymlig mangårdsbyggand, ladugård, badstuga, stall, loge med två lador och fähus för 30 kreatur. Vid egendomen finns två trädgårdar med utmärkt goda fruktträd samt humlegård. Åkerjorden består av god svartmylla, rörfri och stenbruten. Fisket i två sjöar betecknas som förmånligt. Ålfisket ger 21 lispund ål. Gården är vackert belägen samt har erforderlig skog av ek, bok, furu och gran. Åbyggnaderna å torpen är väl underhållna. Vid auktionstillfället skall först egendomen i sin helhet utbjudas, därefter med frånskiljandet av ¼ hemman Konäset samt torpen Ekefors med kvarn, Stefanstorpet, Lilla Bamsan, Brånetorpet, Stora Bamsan, Gängeskulla, Bokadal och Nybygget, vilka lägenheter ej anses behövliga för den övriga egendomens skötsel.
Brännieriet på Ekefors har en bevarad husgrund registrerad i fornminnesinventeringen som nr RAÄ 116. Bränneriet omnämns i annons ovan från Växjöbladet 1829 då säteriet Ekeryd utbjuds till försäljning. Bränneriet var alltså i bruk före tegelbruket. 1877 vid lantbrukaren A Jerns konkurs försåldes Ekeryd åter på auktion. 1877 fanns ett  tegelbruk på Ekeryd med en produktion på 80 000 tegel enligt annonsen. Tegelbruket låg längre bort från gårdens huvudbyggnader nära Ygdens strand. Resterna av tegelbruket består enligt fornminnesinventeringen av en husgrund, en stenmur och fem högar med tegelfragment.

## Ekefors järnbruk
Järnbruket som hette Ekefors låg nära Ekeryds kvarn vid gränsen Tingsås. Wieselgren anger att bruket anlades 1679 av Paul Rudebeck den äldre, och fick privilegier året efter. Järnframställningen startade 1679 med ett gjuteri. Någon hammarsmedja fanns aldrig i Ekefors. 1688 anlades en hammarsmedja vid hemmanet Bräken vid Bräkneån med benämning Bräkne hammare. Från 1711 levererades gjutjärn till hammarsmedjan i Stenfors  som då hette Bräken medan masugnsdriften i Ekefors fortsatte till 1742 då masugnen lades ner och Örmo övertog produktionen som levererades till Stenfors. Järnbruket hade 45 personer i arbete 1720 men det innefattade inte de som högg ved, kolade och stod för koltransporter till bruket  Vid Ekefors fanns en damm som reglerade brukets vattentillgång men denna var otillräcklig och det blev en orsak att bruket så snart upphörde. Vattenkraften räckte inte till en hammarsmedja utan den fick förläggas på annan plats. Ekefors registrerades som RAÄ nr 117 i  Väckelsångs fornminnesinventeringen.